# Valdíkov
Valdíkov (in tedesco Wladikau) è un comune ceco situato nel distretto di Třebíč, nella regione di Vysočina.